# Coregonus confusus
Coregonus confusus är en fiskart som beskrevs av Fatio, 1885. Coregonus confusus ingår i släktet Coregonus och familjen laxfiskar. IUCN kategoriserar arten globalt som sårbar. Inga underarter finns listade i Catalogue of Life.